# 阿洛伊斯·采特科夫斯基
阿洛伊斯·采特科夫斯基（捷克語：Alois Cetkovský，1908年9月5日—1987年11月13日），捷克男子冰球运动员。他曾代表捷克斯洛伐克国家队参加1936年冬季奥林匹克运动会冰球比赛，获得第四名。